# Chomelia albicaulis
Chomelia albicaulis là một loài thực vật có hoa trong họ Thiến thảo. Loài này được (Rusby) Steyerm. mô tả khoa học đầu tiên năm 1967.